# داء الخيطاوات
داء الخيطاوات (بالإنجليزية: Dirofilariasis)‏، هو عدوى تتسبب بها طفيليات من جنس الدروفيلاريا وتنتقل عن طريق لدغة البعوض. يشمل العوائل الرئيسة لها الكلاب والحيوانات من فصيلة الكلبيات. يمكن أن تتسبب العدوى في ظهور أورام حبيبية في الشريان الرئوي. تشمل بعض الأعراض الشائعة السعال والحمى والانصباب الجنبي. قد تظهر العدوى أيضًا في صور الأشعة السينية للصدر.
يمكن أن تسببه الأنواع:
- الخيطاء الساعية (Dirofilaria repens).
- الخيطاء اللدودة [الإنجليزية] (Dirofilaria immitis).
- الخيطاء المسترقة [الإنجليزية] (Dirofilaria tenuis).